# ميغيل ماريني
ميغيل ماريني (بالإسبانية: Miguel Marini)‏ هو سياسي أرجنتيني، ولد في 1953. انتخب Governor of Córdoba ‏.